# Ober-Olm
Ober-Olm ist eine Ortsgemeinde im Landkreis Mainz-Bingen in Rheinland-Pfalz. Ober-Olm gehört der Verbandsgemeinde Nieder-Olm an.

## Geographie
Ober-Olm liegt in Rheinhessen, an der südwestlichen Stadtgrenze der rheinland-pfälzischen Landeshauptstadt Mainz. Nördlich der Gemeinde befindet sich der Ober-Olmer Wald, der 2017 zusammen mit angrenzenden Gebieten unter Naturschutz gestellt wurde („Wiesen am Layenhof – Ober-Olmer Wald“).
Zu Ober-Olm gehören auch die Wohnplätze Am Wald, Erlenhof, Staarbergerhof und Wiesenmühle.

### Nachbarorte
Nachbarorte sind die Mainzer Stadtteile Finthen und der dazugehörige Layenhof, Drais, Lerchenberg und Marienborn, sowie die Gemeinden Klein-Winternheim, Nieder-Olm und Essenheim (alle Verbandsgemeinde Nieder-Olm).

### Klima
Der Jahresniederschlag beträgt 620 mm.

## Geschichte
Funde in der Gemarkung aus dem 4. Jahrtausend v. Chr. stellen erste Nachweise der Besiedlung dar. Im Jahr 97 ließ Konsul Veiento bei seinem Klein-Winternheimer Besitz, einer reich ausgestatteten Römersiedlung, in der Ober-Olmer Flur „Villenkeller“ der Göttin Nemetona einen Tempel errichten. Der Ort Ober-Olm selbst entstand im 6. Jahrhundert als eine fränkische Gründung und wurde im Jahr 994 erstmals urkundlich erwähnt. Der Name „Ulmena Superior“ von 1190 wurde früher mit Ulmen in Verbindung gebracht, die Baumnamen wurden aber erst im 12. Jahrhundert aus dem Lateinischen ins Deutsche übernommen. Die Bildung des Ortsnamens „Ulm“ und einer Endung „ena“ ist typisch für einen Bachnamen, und diese sind sehr häufig auch als Siedlungsnamen verwendet worden. Es ist anzunehmen, dass „Ulmena“ der Name war, den die germanischen Siedler zwischen Ober-Olm und Nieder-Olm der Selz gegeben haben. Die verbliebene römische Bevölkerung benutzte für den Bach noch den Namen „Salusia“, der sich schließlich auch durchsetzte. „Ulmena“ blieb aber als Ortsnamen an den beiden „Olm“ hängen, „Ulmena Superior“ für Ober-Olm.
In den Jahren 1582, 1603 und 1857 wurde der Ort durch verheerende Brände zerstört.
Ober-Olm gehört seit 1972 zur Verbandsgemeinde Nieder-Olm.

### Konfessionsstatistik
Mit Stand 30. Juni 2005 waren von den Einwohnern 47,9 % römisch-katholisch, 27,0 % evangelisch und 25,1 % waren konfessionslos oder gehörten einer anderen Glaubensgemeinschaft an. Der Anteil der evangelischen und katholischen Kirchenmitglieder an der Gesamtbevölkerung ist seitdem jährlich um 1 Prozentpunkt gesunken. Ende Juni 2025 waren von den Einwohnern 32,5 % katholisch, 19,1 % evangelisch und 48,4 % waren konfessionslos, machten keine Angabe oder gehörten einer anderen Glaubensgemeinschaft an.
Viele Stifte und Klöster hatten Landgüter im Ort, so unter anderen Kloster Eberbach sowie die Mainzer Klöster Maria Dalheim, Dominikaner und Kartause, die Weißfrauen in Mainz und das Allerheiligenkloster in Wesel. Weiterhin das Mainzer Domkapitel, die Stifte Ravengiersburg, St. Johannes, St. Stephan, Mariengreden, St. Viktor und St. Peter.

## Politik

### Gemeinderat

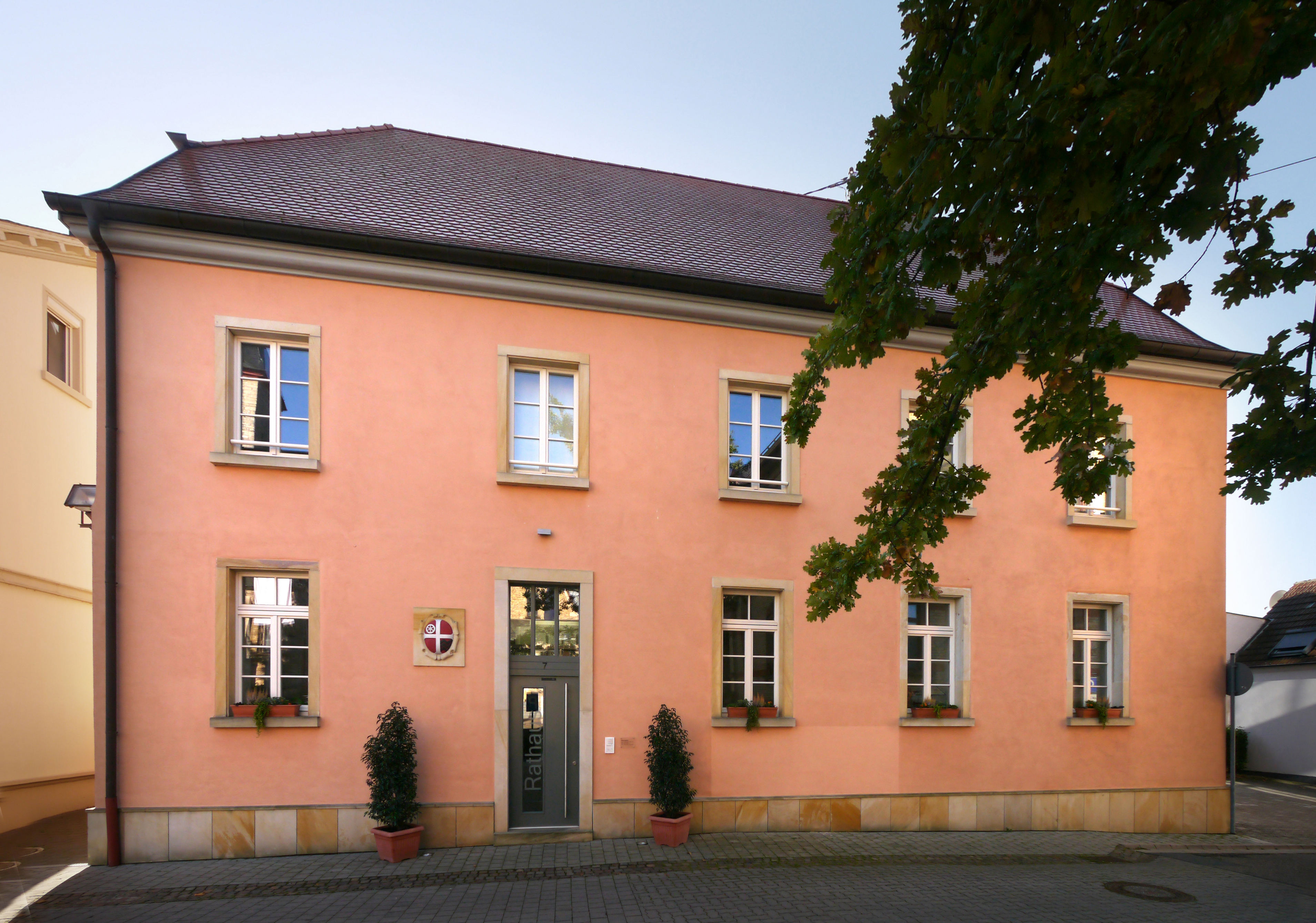
Rathaus

Der Gemeinderat in Ober-Olm besteht aus 20 Ratsmitgliedern, die bei der Kommunalwahl am 9. Juni 2024 in einer personalisierten Verhältniswahl gewählt wurden, und dem ehrenamtlichen Ortsbürgermeister als Vorsitzendem.
Die Sitzverteilung im Gemeinderat:
| Wahl | SPD | CDU | Grüne | FDP | FWG | Gesamt   |
| ---- | --- | --- | ----- | --- | --- | -------- |
| 2024 | 4   | 8   | 3     | 1   | 4   | 20 Sitze |
| 2019 | 4   | 8   | 4     | 1   | 3   | 20 Sitze |
| 2014 | 7   | 7   | –     | 1   | 5   | 20 Sitze |
| 2009 | 8   | 7   | –     | 2   | 3   | 20 Sitze |
| 2004 | 8   | 8   | –     | 1   | 3   | 20 Sitze |

- FWG = Freie Wählergruppe Ober-Olm e. V.

### Bürgermeister
Seit dem 23. September 2018 ist Matthias Becker (CDU) Ortsbürgermeister. Bei der Direktwahl am 26. Mai 2019 wurde er mit einem Stimmenanteil von 62,62 % im Amt bestätigt, bei der Direktwahl am 9. Juni 2024 erreichte er als einziger Kandidat einen Stimmenanteil von 75,0 %.
Historisch waren folgende Personen Bürgermeister:
- Jakob Limberger (1771–1793)
- Heinrich Schreiber (1793)
- Peter Metzler (1793–1797)
- Heinrich Schreiber (1797–1809)
- Anton Müller (1809–1813)
- Peter Darmstadt (1813–1826)
- Bernhard Hembes (1827–1835)
- Velten Schreiber (1835–1848)
- Bernhard Hembes (1849–1868)
- Peter Kissel (1868–1880)
- Johann André (1880–1897)
- Friedrich Johann Kissel (1897–1910)
- Karl Wohmann (1910–1919)
- Karl Bär II. (1920–1929)
- Johann Metzler III. (1930–1936)
- Karl Heinrich Bär (1936–1945)
- Johann Metzler III. (1945–1946)
- Nikolaus Schmitt II. (1946–1947)
- Franz Nikolaus Becker (1947–1968) (Ehrenbürger der Gemeinde Ober-Olm)
- Heinz Herbst (1969–1974)
- Karl Michael Wohmann (1974–1984)
- Heribert Schmitt, SPD (1984–2014)
- Doris Leininger-Rill, FWG (2014–2018)

### Gemeindepartnerschaften
- Ramonchamp, Frankreich
- Schloßvippach, Thüringen

Gemeindefreundschaften werden unterhalten mit
- Bobrowice, Polen
- Bruck in der Oberpfalz, Bayern
- Seebach, Baden-Württemberg
- Seiffen/Erzgeb., Sachsen
- Wolfsegg am Hausruck, Österreich

## Sehenswürdigkeiten
- Kirche St. Martin mit dem Turm aus karolingischer Zeit und der Statue des St. Urban aus dem 16. Jahrhundert
- Bibelgarten neben der Kirche St. Martin[12][13]
- Jagdschloss der Mainzer Kurfürsten (Altes Forsthaus) von 1764
- Ober-Olmer Wald, ein 335 Hektar großes Naherholungs- und Naturschutzgebiet
- Valentinskapelle mit ihrem Rokokoaltar, die malerisch am Rande der Weinberge liegt
- Eine das Ortsbild prägende mächtige Ulme von circa 1745 fiel 1985 dem Ulmensterben zum Opfer und musste bis zum Stamm abgetragen werden. 2009 musste auch der Stamm gefällt werden. An die Stelle trat ein Kunstobjekt aus Cortenstahl, das den Umriss einer Baumscheibe zeigt.[14]
- Saniertes Rathaus aus dem Jahr 1550, Aufstockung 1721/22.

## Natur
In Ober-Olm gibt es zwei Naturdenkmale: Zum einen wurden Bäume unter der Bezeichnung Zwei Sommerlinden an der Turnhalle unter Schutz gestellt, zum anderen Zwei Baumgruppen auf dem Friedhof. Beim letzteren handelt es sich um zwei Eschen und zwei Winterlinden.
Der Ober-Olmer Wald bildet zusammen mit angrenzenden Gebieten das Naturschutzgebiet Wiesen am Layenhof – Ober-Olmer Wald. Der Ober-Olmer Wald hat den Schutzstatus eines Natura 2000-Gebietes.
Ab 2021 legte die katholische Gemeinde zwischen der Kirche St. Martin und der Pfarrscheune einen naturnahen Bibelgarten in der Ortsmitte an, der „Ökologie und Klimaschutz“ berücksichtigen soll. Das Projekt bekam im Folgejahr den Ehrenamtspreis der VG Nieder-Olm.
Seit Ostern 2025 hat Ober-Olm einen „naturnahen Panoramaweg“, der auf etwa 7 km meist unbefestigten Wegen durch Kultur- und naturnahe Landschaften am Ort führt. Initiiert durch eine lokale „AG Grün“, die im Zuge einer Dorfmoderation entstanden ist, soll er zum Startpunkt für weitere Naturschutzmaßnahmen werden: „Entlang des Wegs sollen Maßnahmen für Biotopvernetzungen und mehr Biodiversität durchgeführt werden.“ Ein erstes Projekt wird die ökologische Aufwertung eines gemeindeeigenen Grundstücks sein, das an dem Weg liegt.
In der Ober-Olmer Gemarkung fließt der Haybach, von Klein-Winternheim kommend, über mehrere Kilometer Richtung Nieder-Olm, um dort in die Selz zu münden. Anfang 2019 erklärten Matthias Becker, Ortsbürgermeister von Ober-Olm, und Ute Granold, Ortsbürgermeisterin von Klein-Winternheim, den Haybach in einem „Kommunalen Gemeinschaftsprojekt“ renaturieren zu wollen. Im Jahr darauf erklärte Doris Leininger-Rill, die Erste Beigeordnete der VG Nieder-Olm und verwaltungsmäßig zuständig für den Haybach, es würden Haushaltsmittel für das Vorhaben bereitgestellt, so werde es „finanziell verankert“ und bliebe „für die Folgejahre im Fokus“. Anfang 2022 stellte sie die Planungen einer beauftragten Fachfirma für das Projekt vor. Am 8. Mai 2023 wurde bekannt gegeben, dass drei Äcker von 1,7 Hektar Fläche von den Gemeinden am Haybach für die beginnende Renaturierung erworben worden sind.

## Fotogalerie

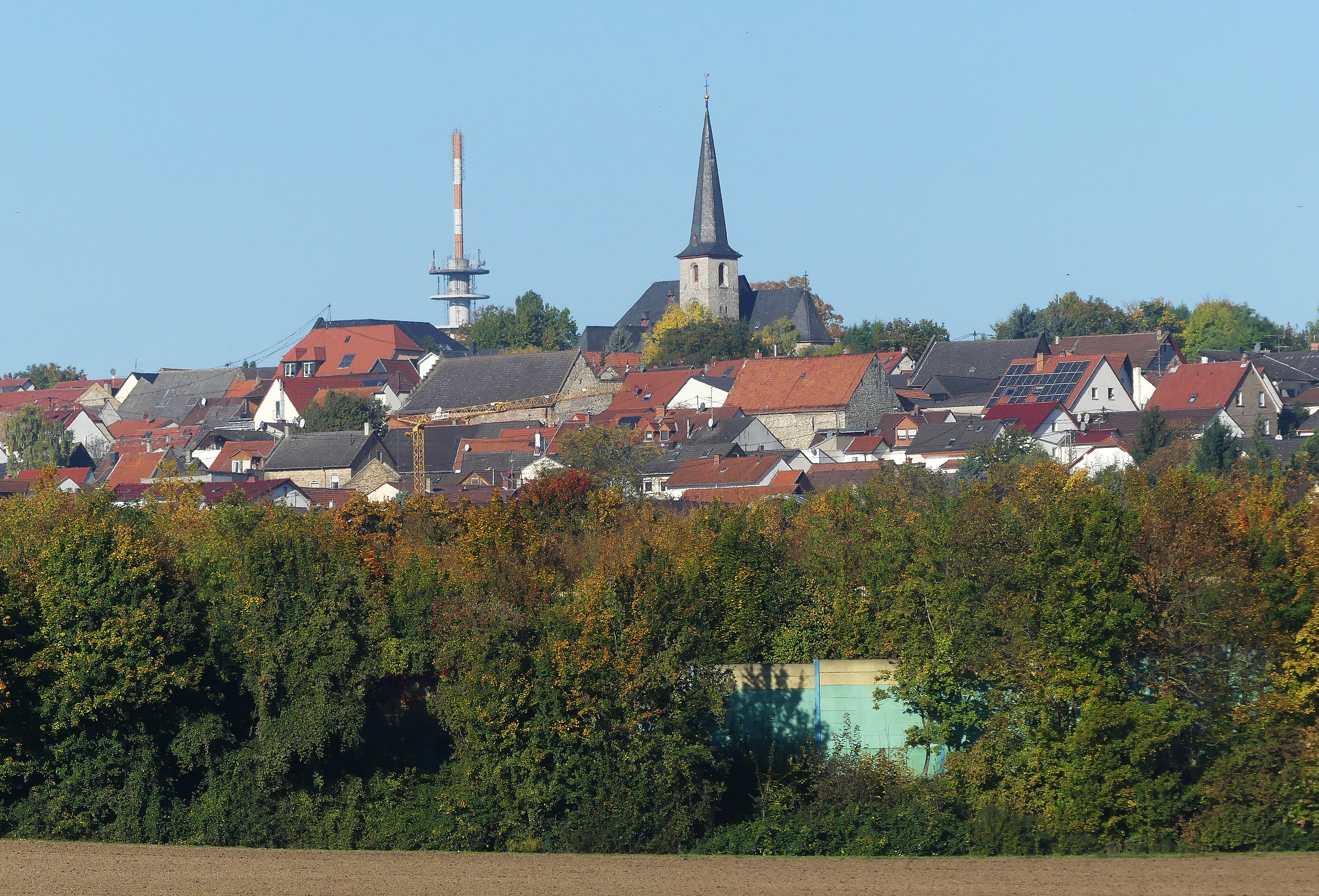
Ober-Olm, mit Kirch- und Funkturm
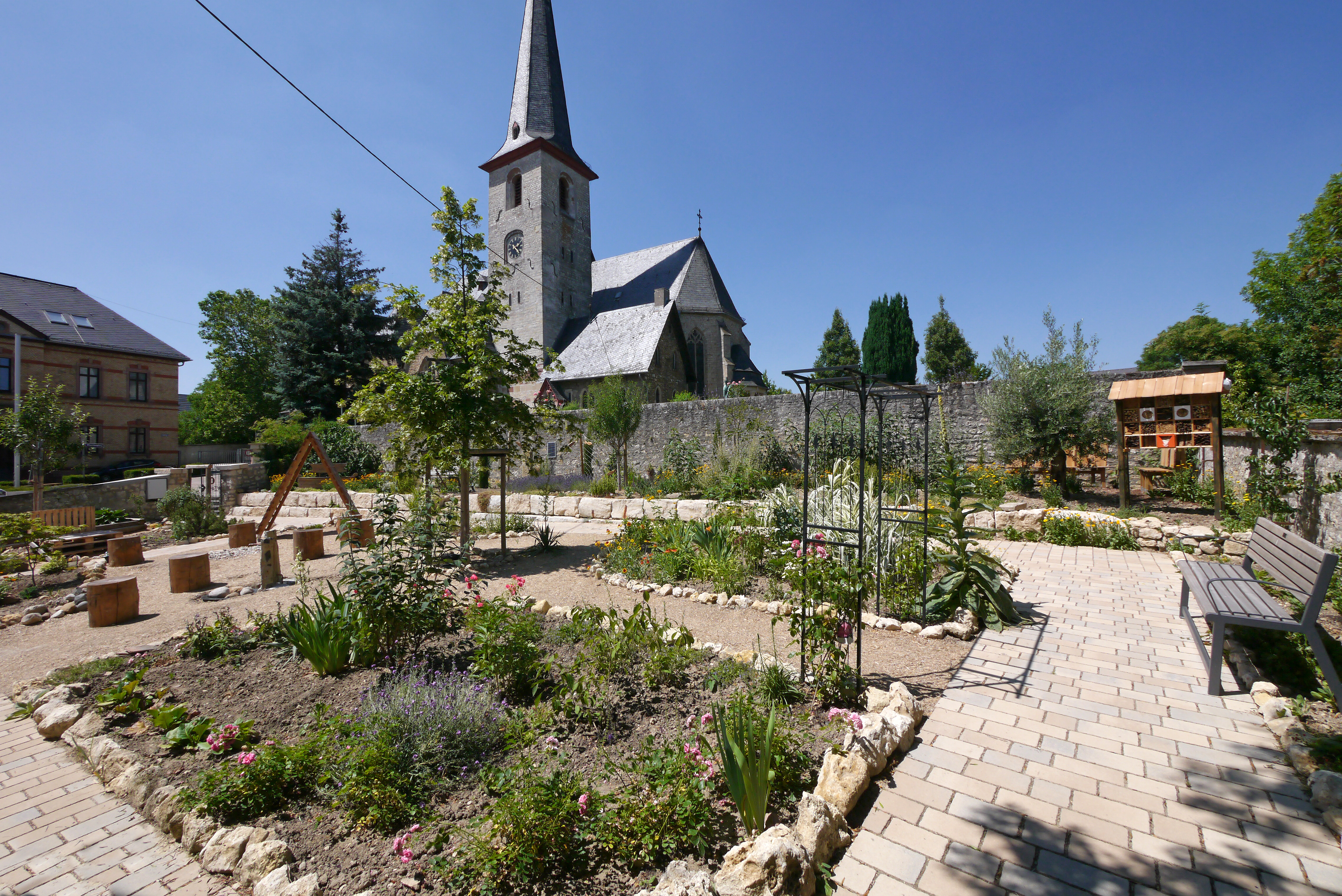
Naturnaher Bibelgarten in der Ortsmitte
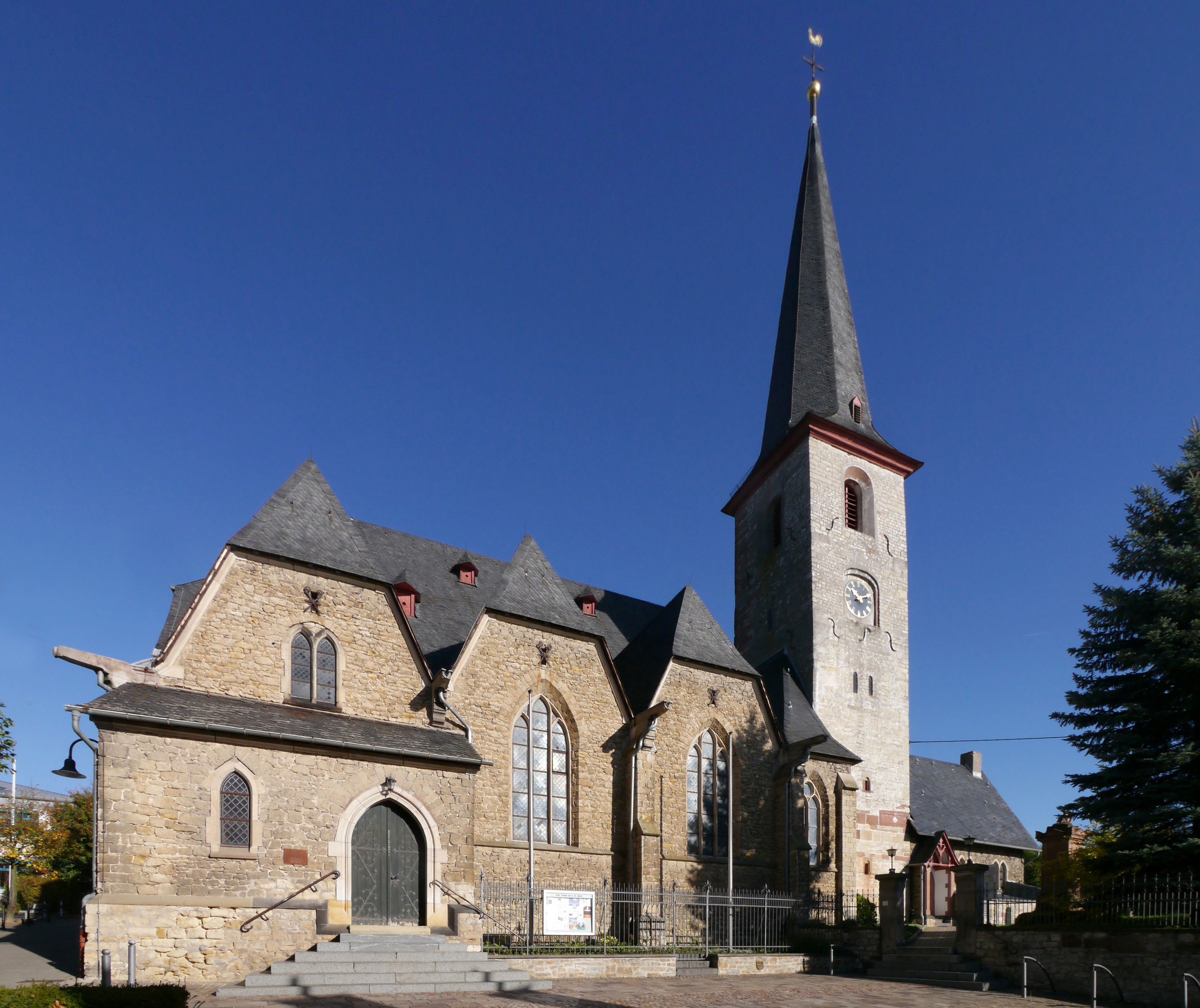
Katholische Kirche St. Martin
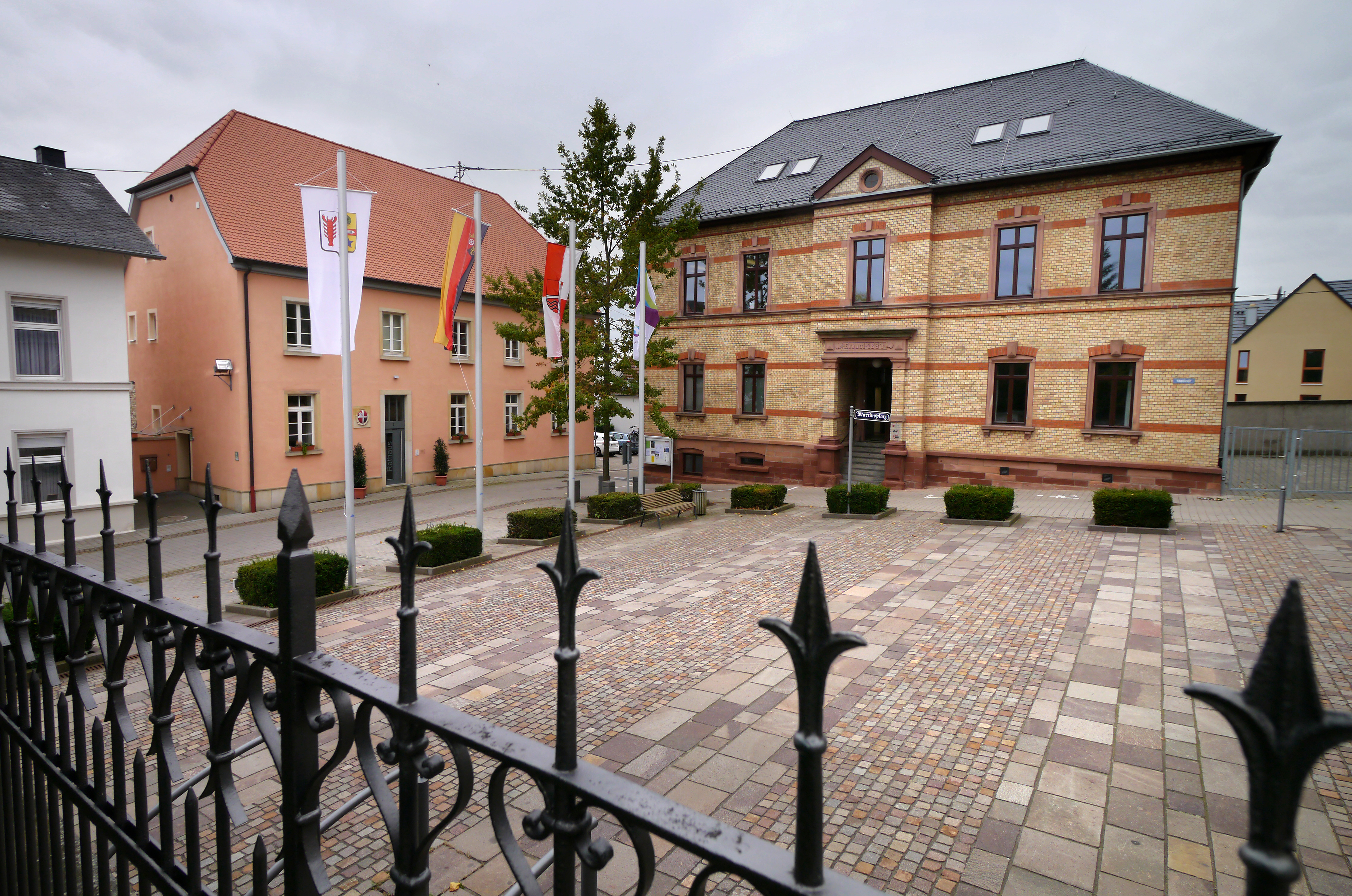
Martinsplatz mit Rathaus und altem Schulhaus
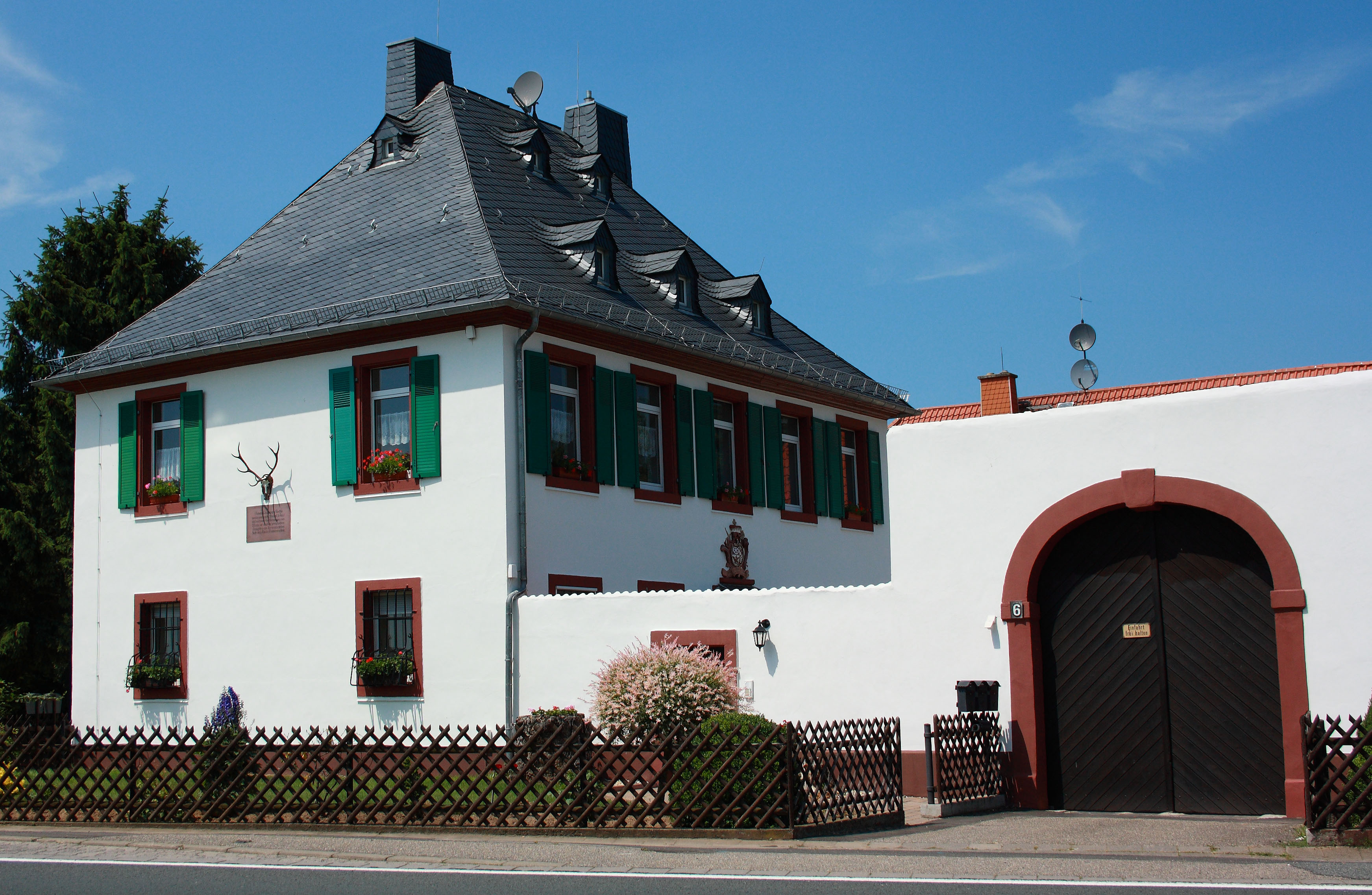
Jagdschloss der Mainzer Kurfürsten
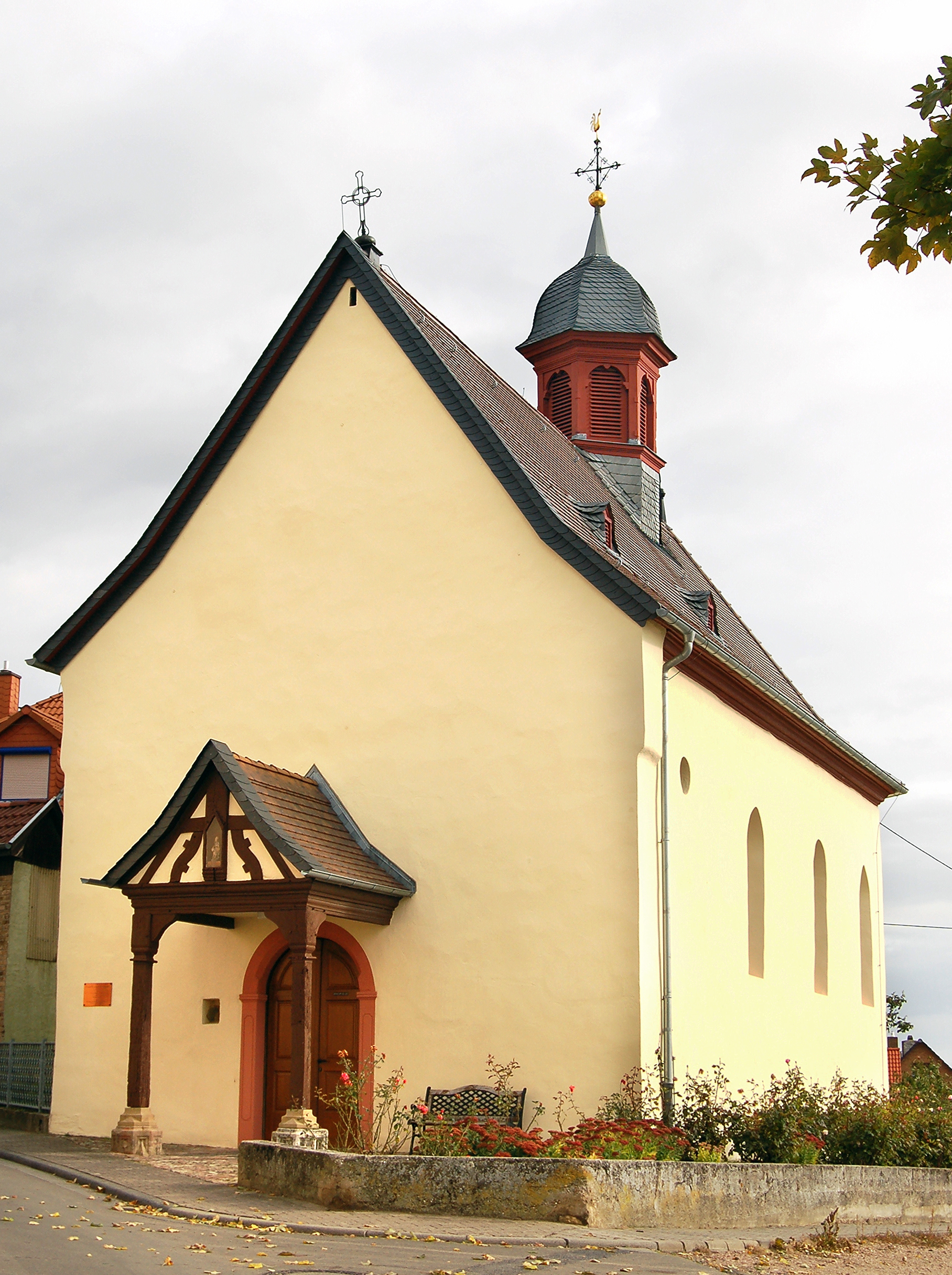
St. Valentinus-Kapelle
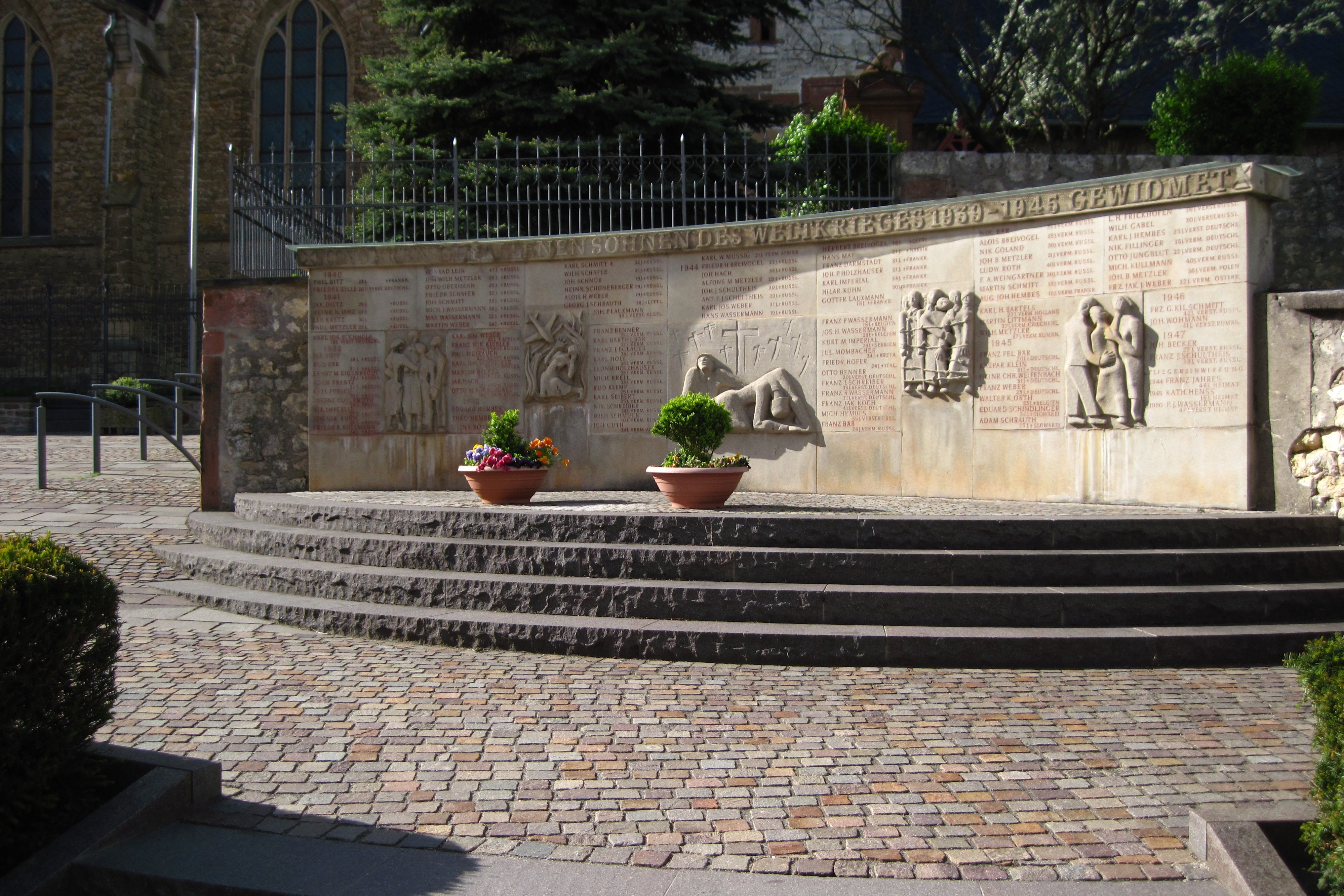
Kriegerdenkmal zum Zweiten Weltkrieg (2015)
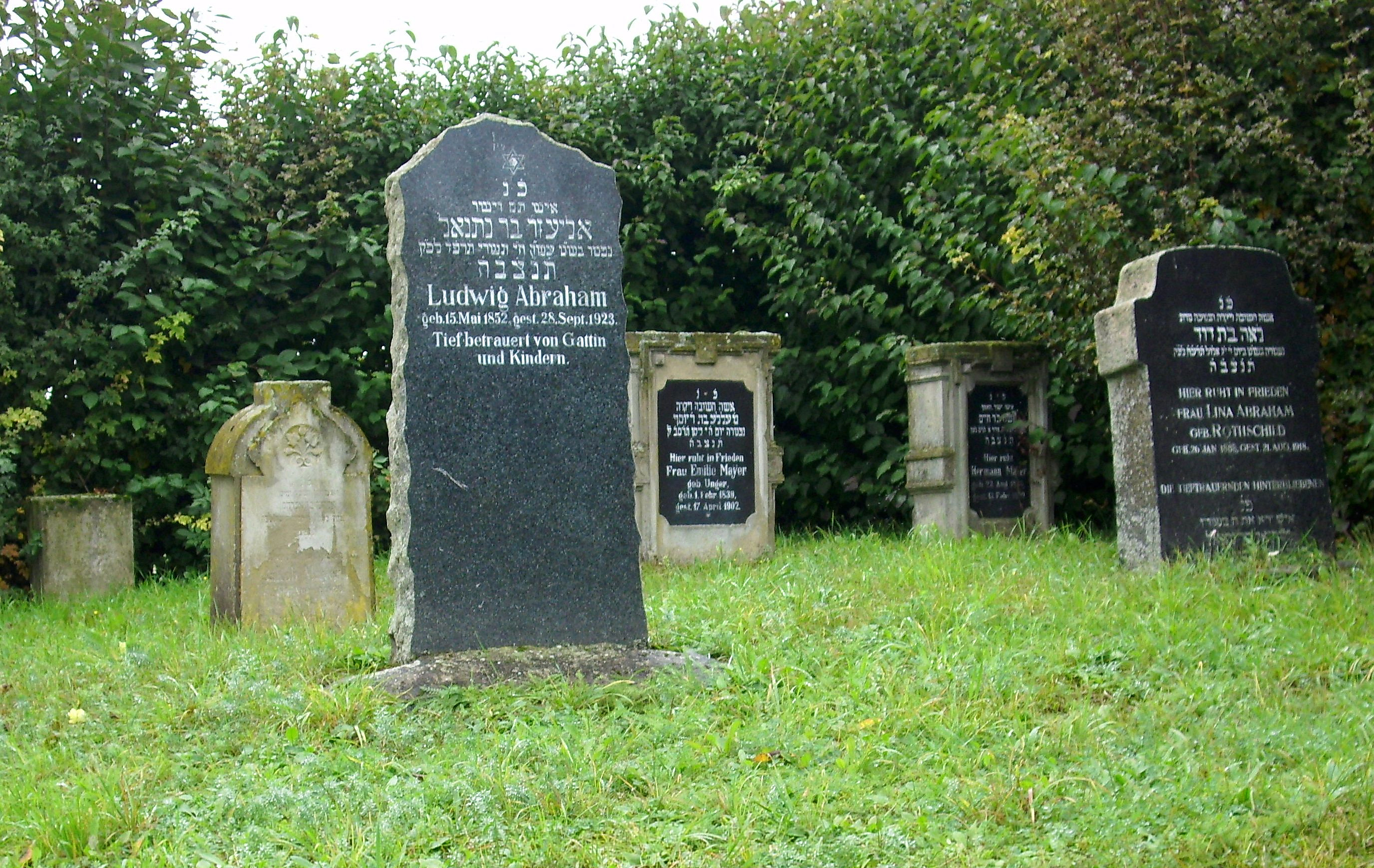
Jüdischer Friedhof
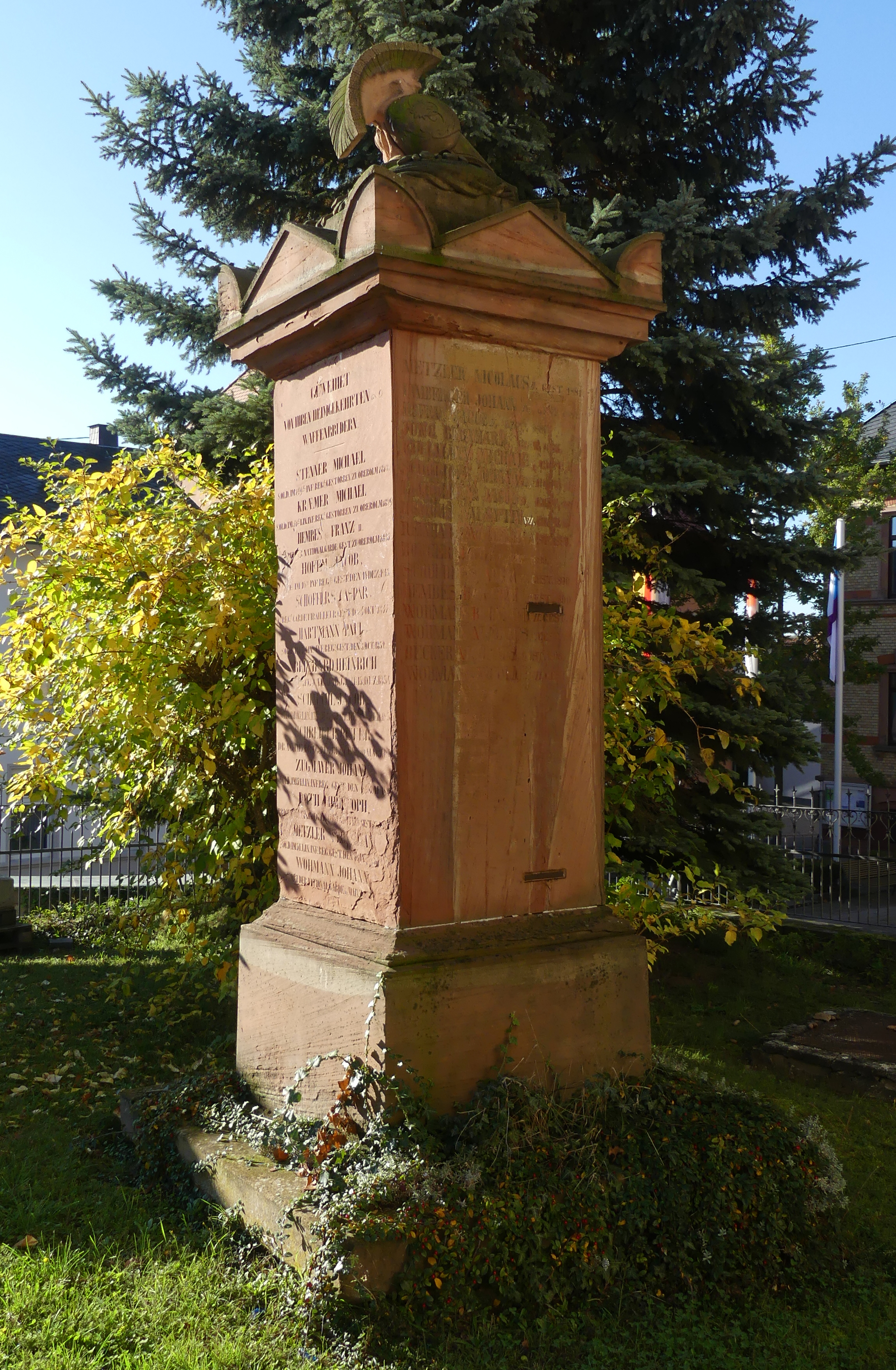
Napoleonstein auf dem Friedhof
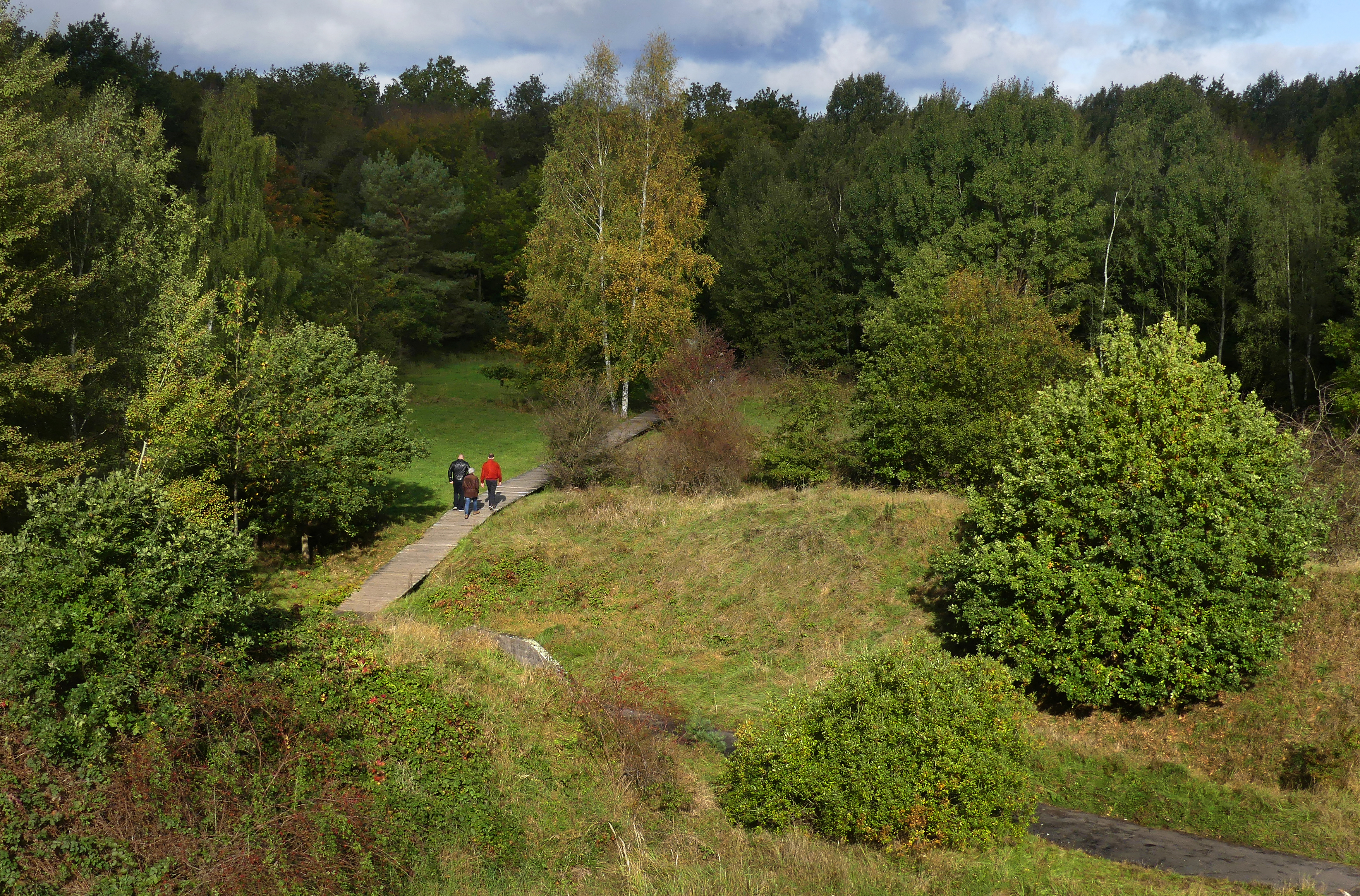
Ober-Olmer Wald, Blick vom „Hügel der Freundschaft“
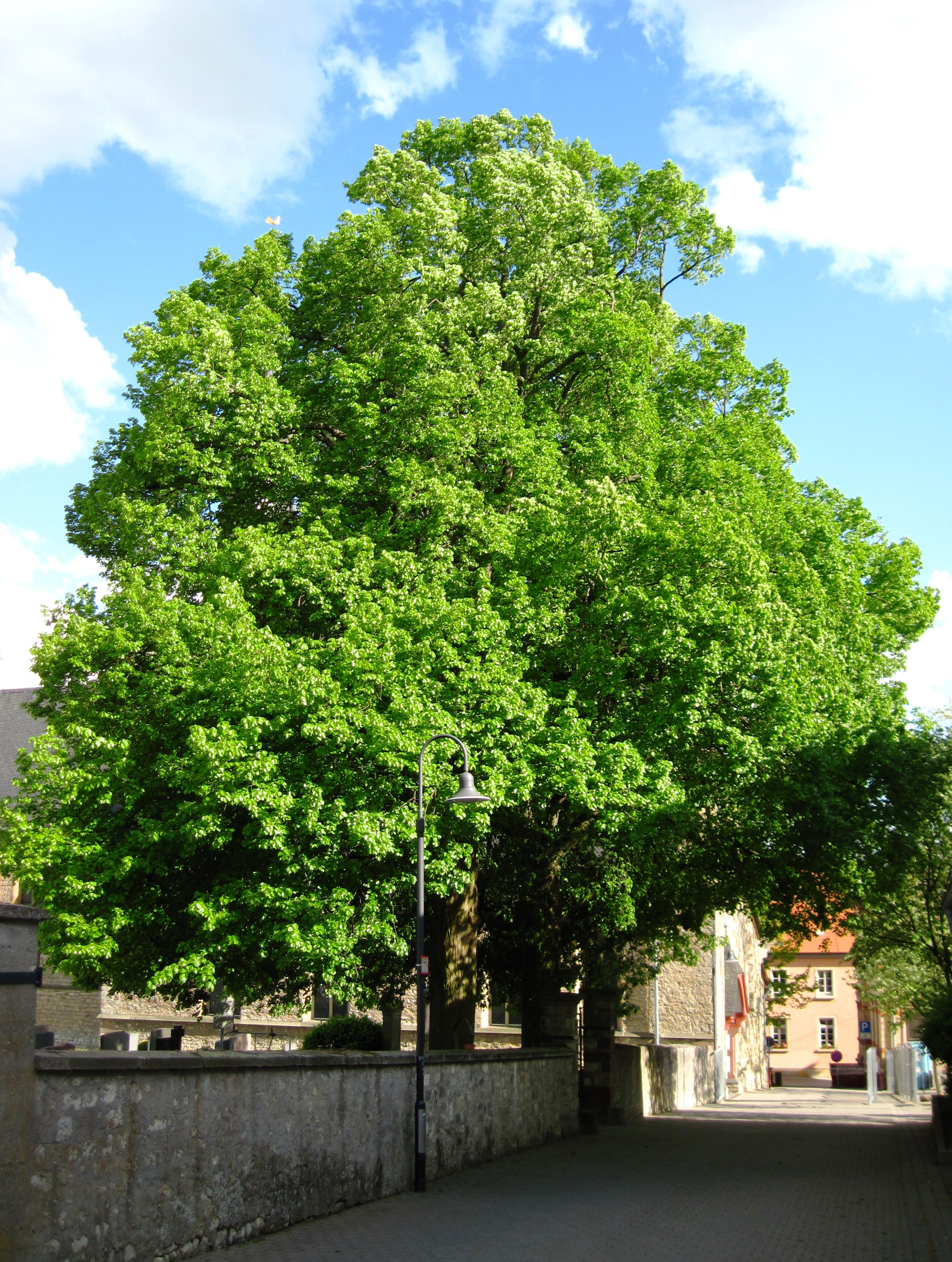
Naturdenkmal: Baumgruppen auf dem Friedhof
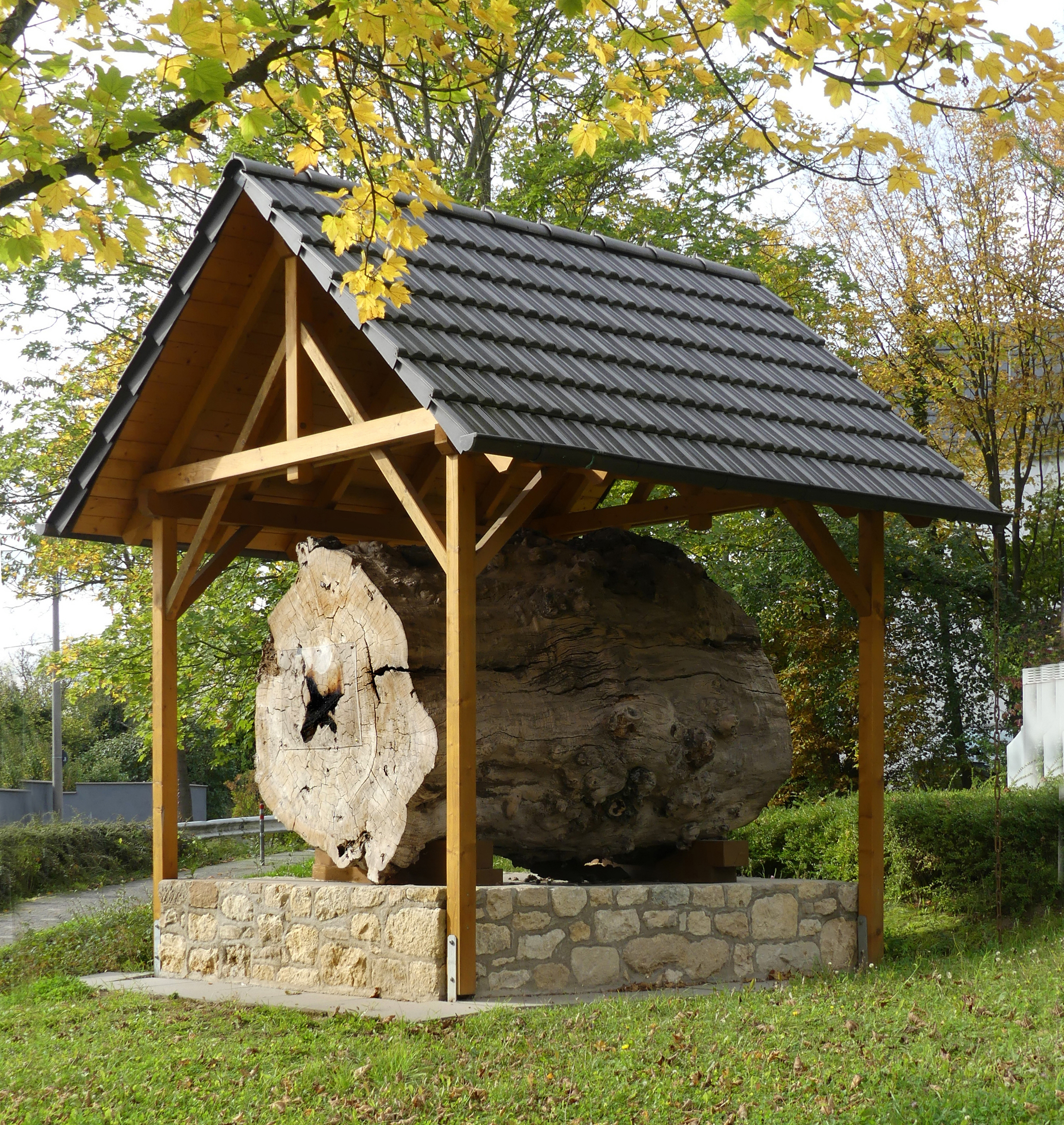
„Torso der Alten Ulme“ als Denkmal
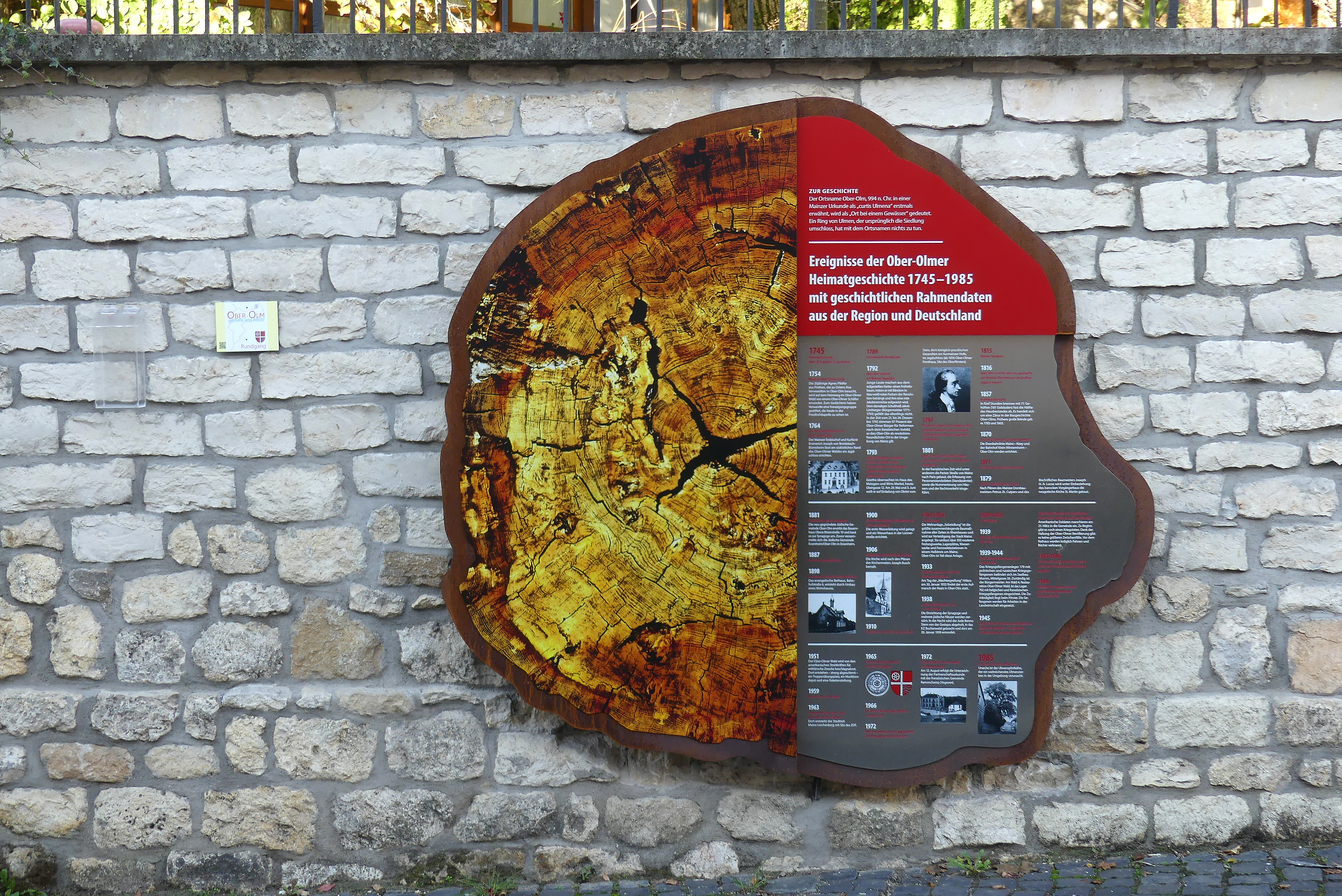
Zeittafel zur rheinhessischen Geschichte

## Wirtschaft und Infrastruktur

### Verkehr
- Die Bundesautobahn 63 nach Mainz bzw. Kaiserslautern wird nach etwa drei Kilometern erreicht. Anschlussstelle ist die Ausfahrt Klein-Winternheim.
- Der Bahnhof Klein Winternheim-Ober-Olm der Deutschen Bahn befindet sich im benachbarten Klein-Winternheim (Siehe Bahnstrecke Alzey–Mainz) und wird stündlich von Regionalbahnen zwischen Mainz und Alzey bedient.
- Stadtbusverbindung nach Mainz (Linie 54 in die Innenstadt und Linie 55 nach Nieder-Olm bzw. ebenfalls in die Mainzer Innenstadt) und Busverbindungen der KRN (Regionallinien 630, 653 und 654) in das rheinhessische Umland sowie abends in die Stadt Mainz und zurück bis nach Mitternacht.

### Telekommunikation
Fernmeldeturm Ober-Olm: 1966 erbauter, 70,35 Meter hoher Fernmeldeturm der Deutschen Telekom (Spitznamen: „Olmi“, „Ober-Olmer Spargel“, „Fernsehturm“) bei 49° 56′ 31″ N, 8° 10′ 16″ O.
1990 wurde der Fernmeldeturm um 38 Meter aufgestockt. Er ist jetzt 108,35 Meter hoch.

### Öffentliche Einrichtungen
Das Rathaus befindet sich in der Ortsmitte von Ober-Olm. Dort hat der Gemeinderat seine Sitzungen; darüber hinaus können in der Verwaltung einige Aufgaben der Verbandsgemeinde bearbeitet werden.
Ober-Olm verfügt darüber hinaus über eine kommunale und eine katholische Kindertagesstätte. Die Ulmenhalle liegt unweit des Rathauses und kann für kulturelle sowie sportliche Veranstaltungen benutzt werden. Eine Gemeindebücherei und ein Jugendtreff zählen ebenfalls zu den öffentlichen Einrichtungen der Gemeinde Ober-Olm.

### Bildung
- Grundschule Ober-Olm,  Schulstraße, Träger: Verbandsgemeinde Nieder-Olm
- Kreisvolkshochschule (KVHS), Zweigstelle Ober-Olm, Schulstraße 2
- Gemeindebücherei Ober-Olm, Schulstraße 2, eingerichtet 2012

### Verlagswesen
In Ober-Olm wird die einzige im pennsylvaniadeutschen Dialekt geschriebene Zeitschrift Hiwwe wie Driwwe herausgegeben. Im Ort befindet sich auch die Geschäftsstelle des Deutsch-Pennsylvanischen Arbeitskreises e. V.

## Persönlichkeiten

### Ehrenbürger
- Franz Nikolaus Becker, 1947 bis 1968 Bürgermeister von Ober-Olm[28]
- Pfarrer Henri Thiebaut (1903–1985)[29], Ramonchamp
- Heribert Schmitt (* 1948), 1984 bis 2014 Bürgermeister von Ober-Olm, Ehrenbürger seit 2018[30]

### Mit Ober-Olm verbunden
- Hermann Bär, Geburtsname Johannes Bär (1742–1814), Zisterzienser, Bursar des Klosters Eberbach und Autor, wurde in Ober-Olm geboren
- Elsa „Else“ Huber (1883–1950), Textilkünstlerin, lebte in Ober-Olm
- Ernst-Joachim Lampe (* 4. 1933 in Oppeln), Rechtswissenschaftler und ehemaliger Hochschullehrer an der Universität Bielefeld, lebt in Ober-Olm
- Margit Sponheimer (* 1943), Sängerin und Schauspielerin, lebt in Ober-Olm
- Roger Kesternich, Taekwondo-Weltmeister 2012 (Disziplin Poomsae)[31]